# آيت حماموش (بوشاوون)
آيت حماموش هي إحدى مشيخات المملكة المغربية، تتبع جغرافيا لإقليم فكيك وإداريًا لبوشاوون. يقدر عدد سكانها بـ 3415 نسمة حسب الإحصاء الرسمي للسكان والسكنى لسنة 2004.